# 이그나츠 제멜바이스

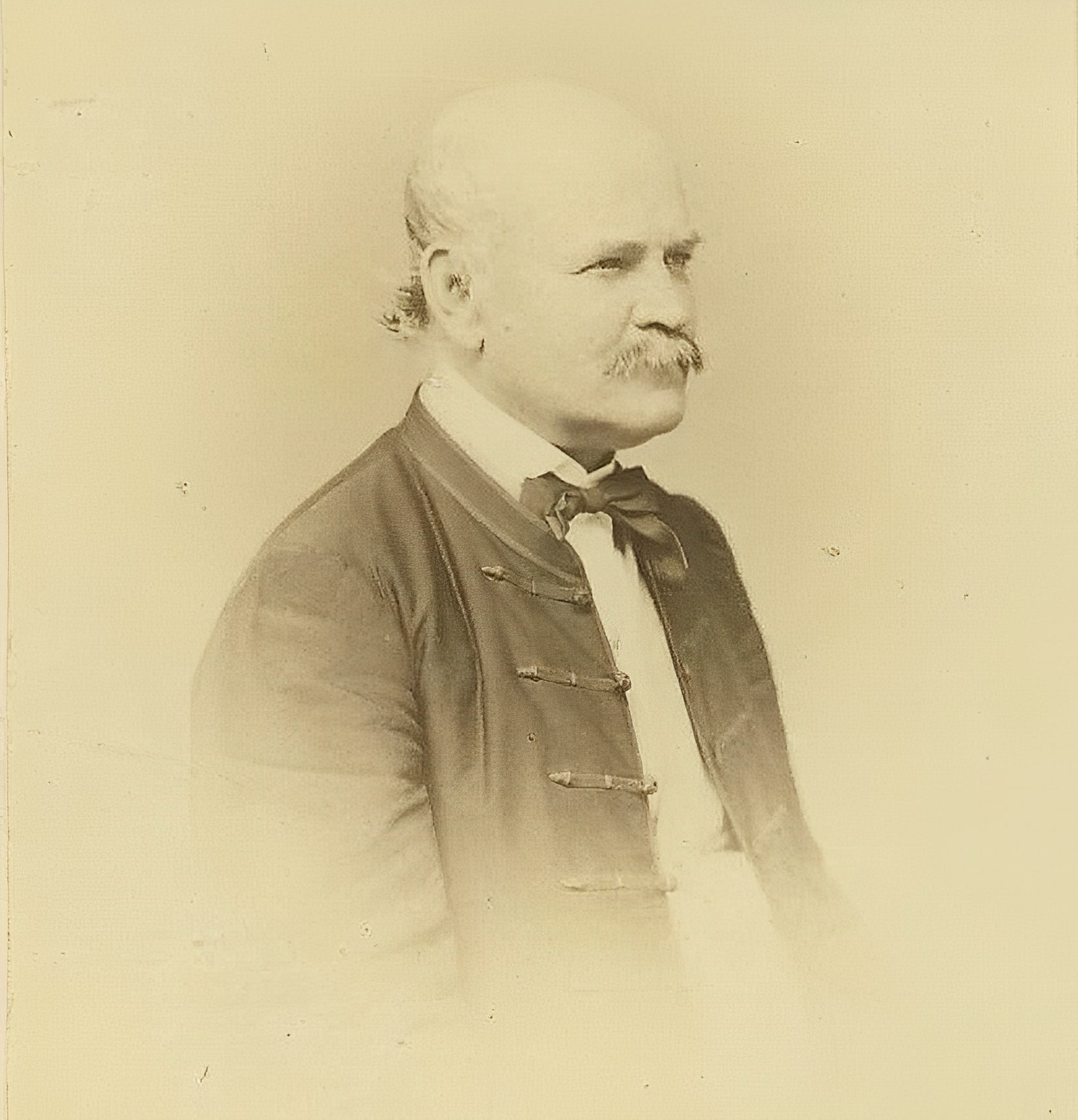
1860년 42세 나이의 제멜바이스

이그나츠 필리프 제멜바이스(독일어: Ignaz Philipp Semmelweis, 헝가리어: Semmelweis Ignác Fülöp 셈멜베이스 이그나츠 퓔뢰프[*], 1818년 7월 1일 ~ 1865년 8월 13일)는 헝가리의 산부인과 의사, 과학자로서, 지금은 초기 소독법의 초기 선구자로 알려져 있다. "어머니의 구세주"로 불리는 제멜바이스는 산욕열의 발생이 산과임상에서 손 소독을 통해 과감히 차단할 수 있다는 것을 발견했다. 산욕열은 19세기 중순 병원에서 흔한 질병이었으며 종종 치명적이었다. 제멜바이스는 1847년 클로르석회 용액으로 손씻기를 할 것을 제안했다.